# Дофин-Айленд
Дофин-Айленд (англ. Dauphin Island; 1699—1763: фр.  L'île du Dauphin; ранее фр. L'île du Маssacre) — крупная островная коса на юге штата Алабама. Является крупнейшим островом штата, занимая площадь около 16,1 км². Административно входит в состав округа Мобил. В водах заливов острова расположены многочисленные нефтяные вышки.

## Рельеф
Сложен в основном песчаными наносами реки Мобил и различных течений Мобилского (к северу) и Мексиканского заливов (к югу). Остров вытянут с запада на восток. Западная его часть представляет собой узкую песчаную косу шириной всего несколько сот метров и максимальными высотами дюн не более 3-4 м. На востоке пески закреплены сосновым лесом, здесь же находится самая высокая точка острова высотой около 13 м. Из-за ураганов и деятельности человека происходит постепенное уменьшение (эрозия пляжей) площади острова, особенно его западной части. Исключение составляет лишь устье Мобилского пролива, где накапливаются наносы от искусственного дренажа Мобилского залива, который ранее был недоступен для морских судов.

## Климат
Климат — субтропический влажный. Максимальные температуры и влажность в августе — сентябре. Зимой дуют довольно холодные северо-западные ветра, хотя заморозки редки.

## История
Населённый индейцами остров впервые посетил испанец Алонсо Пинеда, нанёсший его на карту в 1519 г. Первыми его колонизацию начали французы в 1699 году, назвавшие его в честь дофина Франции. В начале XVIII века на острове ими был основан форт Людовика Луизианского (Fort Louis de La Louisiane), ставший важным торговым портом региона. В 1763 по условиям Парижского договора, остров, как и все французские территории к востоку от р. Миссисипи отошли в ведение Великобритании, а с 1775 года был унаследован получившими независимость США и с тех пор управляются ими. С 1812 года административно входит в состав округа Мобил.

## Население
По переписи 2000 г. на острове постоянно проживало 1371 чел., из которых 95,5 % составляли белые американцы и 4,5 % — различные меньшинства (чёрные, азиаты, латиноамериканцы и проч.). Средний возраст жителей составлял 45 лет.

## Инфраструктура
В 1955 году остров был впервые соединён с материком мостом, который в 1979 году разрушил ураган Фредерик. Но новый, более надёжный мост был завершён уже к 1981 году. Связан с материком мостом (дорога 188), а с противоположным берегом Мобилского залива — круглогодичной паромной переправой, доступной для автотранспорта. С середины 1950-х годов остров ежегодно посещает всё большее количество туристов, рыбаков, яхтсменов и т. д.
Тогда же здесь начался строительный бум. Здесь появились первые дачи (в основном на сваях для защиты от наводнений) и кондоминиумы. Ураган Катрина нанёс острову значительный ущерб 29 августа 2005 года, однако он не был катастрофичным, так как, в отличие от материковой части, при нагоне воды ураганными ветрами она либо огибала остров, либо перекатывалась через него в его узкой западной части, не возвращаясь назад с многочисленным мусором.
В 1973 году на острове был создан историко-культурный заповедник Индейский курганный парк Дофин-Айленда.